# Heteranthia decipiens
Heteranthia decipiens är en potatisväxtart som beskrevs av Christian Gottfried Daniel Nees von Esenbeck och Mart. Heteranthia decipiens ingår i släktet Heteranthia och familjen potatisväxter. Inga underarter finns listade i Catalogue of Life.